# Gmina Koluszki
Die Gmina Koluszki [kɔˈluʃci] ist eine Stadt-und-Land-Gemeinde im Powiat Łódzki wschodni (Łódź Ost) der Woiwodschaft Łódź in Polen. Ihr Sitz ist die gleichnamige Stadt mit etwa 13.000 Einwohnern.

## Geographie

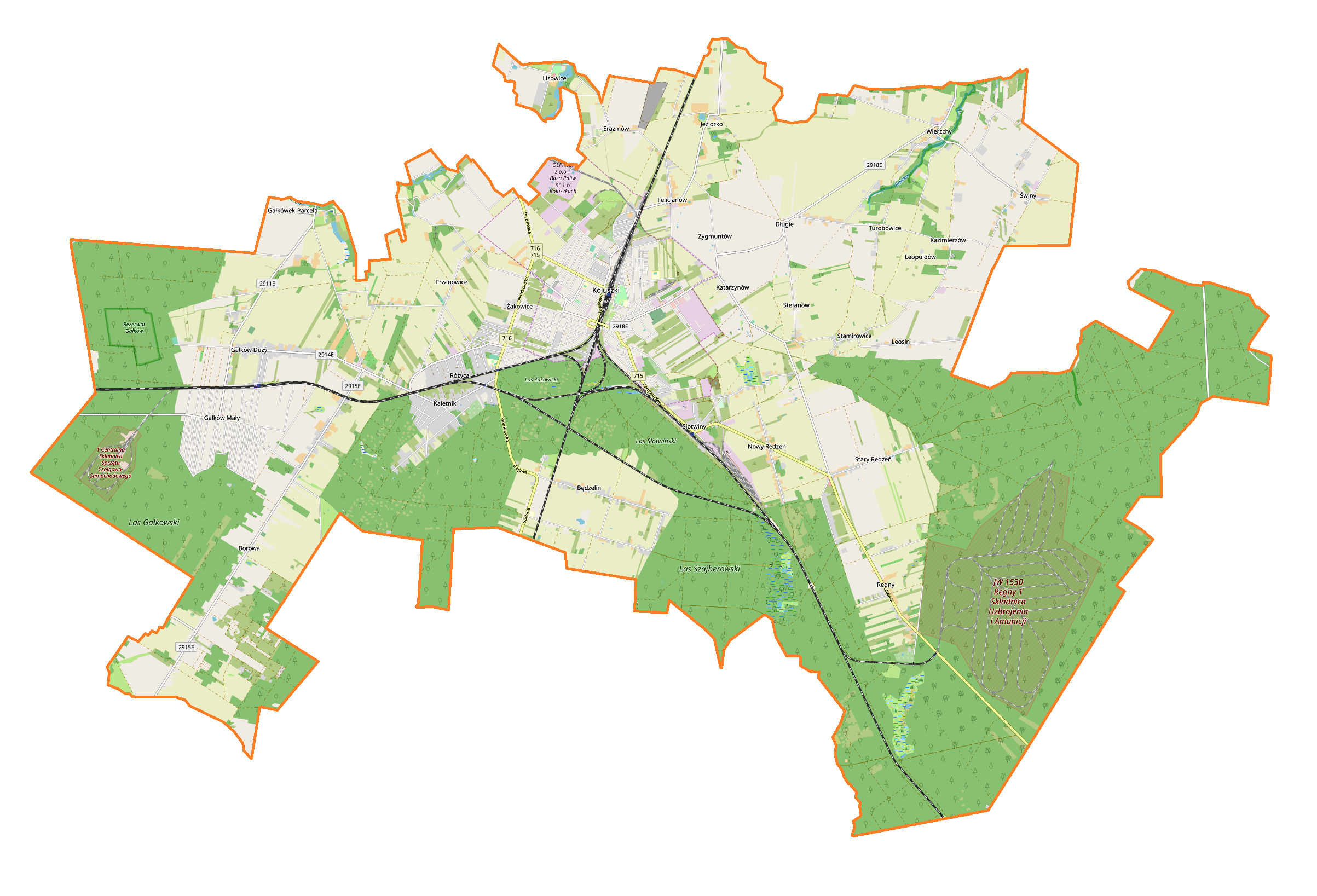
Karte der Gemeinde

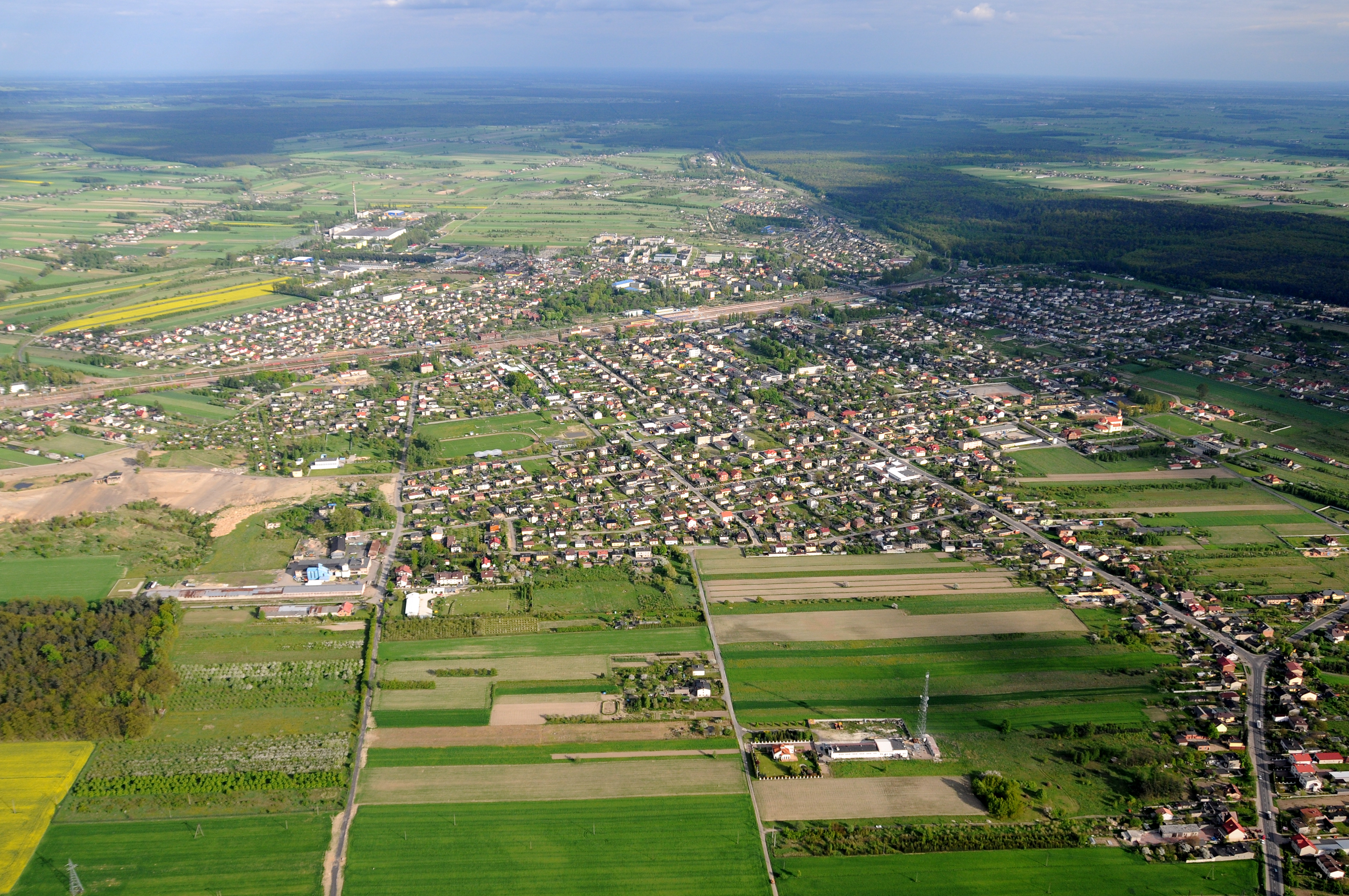
Luftbild der Stadt

Die Gemeinde liegt im östlichen Teil der Woiwodschaft. Die Stadtgrenze zur Kreis- und Woiwodschafts-Hauptstadt Łódź liegt drei Kilometer westlich. Nachbargemeinden sind die Gemeinden Brzeziny, Rogów und Jeżów im Norden, Żelechlinek im Osten, Budziszewice und Ujazd im Südosten, Rokiciny im Süden, Brójce im Südwesten sowie Andrespol im Westen.
Die 97 Kilometer lange Rawka entspringt östlich des Hauptortes. Kleinere Fließgewässer sind Koluszkowianka, Mroga und Piasecznica. Auf dem Gemeindegebiet gibt es mehrere kleinere Seen sowie Sümpfe. Der südliche Teil der Gemeinde ist sehr waldreich, dazu gehört im Südwesten das Naturschutzgebiet Gałków mit einer Fläche von 58 Hektar. Es wurde 1958 ausgewiesen und schützt unter anderem mehrere Dutzend Buchen im Alter von 160 bis 200 Jahren. Der dendrologische Waldpark zwischen Kaletnik und Będzelin dient dagegen der Erholung und pädagogischen Zwecken. Ein Gebiet von 0,5 Hektar zeigt verschiedene Arten von Bäumen und Sträuchern.
Die Gemeinde hat eine Fläche von 157,2 km², von der 51 Prozent land- und 40 Prozent forstwirtschaftlich genutzt werden.

## Geschichte
Das heutige Gemeindegebiet gehörte unterbrochen durch die deutsche Besatzungszeit im Zweiten Weltkrieg von 1919 bis 1975 zum Powiat Brzeziński und zur Woiwodschaft Łódź mit unterschiedlichem Zuschnitt. Koluszki erhielt am 1. April 1949 auf Anordnung des Ministers für öffentliche Verwaltung die Stadtrechte.
Die Landgemeinde Koluszki wurde zum 1. Januar 1973 aus verschiedenen Gromadas neu geschaffen. Von 1975 bis 1998 gehörte das Gemeindegebiet zur Woiwodschaft Piotrków. Der Powiat wurde in dieser Zeit aufgelöst. Stadt- und Landgemeinde Koluszki wurden 1990/1991 zur Stadt-und-Land-Gemeinde zusammengelegt. Diese kam 1999 an die Woiwodschaft Łódź und den neu gebildeten Powiat Łódź Ost. Die Entwicklung von Stadt und der Gemeinde hat sich in den letzten Jahren, auch durch eine Wirtschaftszone, erheblich beschleunigt.

## Gliederung
Zur Stadt-und-Land-Gemeinde (gmina miejsko-wiejska) Koluszki mit 23.293 Einwohnern (Stand 31. Dezember 2020) gehören die Stadt selbst und eine Reihe von Dörfern mit 24 Schulzenämtern (sołectwa). Die Stadt gliedert sich in neun Siedlungen (Osiedla). Die Dörfer Borowa und Gałków Mały haben jeweils zwei Ämter, andere Dörfer teilen sich ein Amt. Die Schulzenämter sind:
- Będzelin
- Borowa I
- Borowa II
- Długie–Turobowice
- Felicjanów
- Gałków Duży
- Gałków Mały Wschód
- Gałków Mały Zachód
- Gałkówek-Parcela
- Jeziorko
- Katarzynów–Zygmuntów
- Kaletnik
- Kazimierzów
- Lisowice–Erazmów
- Nowy Redzeń
- Przanowice
- Regny
- Różyca–Żakowice
- Stamirowice–Leosin
- Stary Redzeń
- Stefanów
- Słotwiny
- Świny
- Wierzchy

Hinzu kommen die Weiler Regny und Stare Chrusty.

## Verkehr

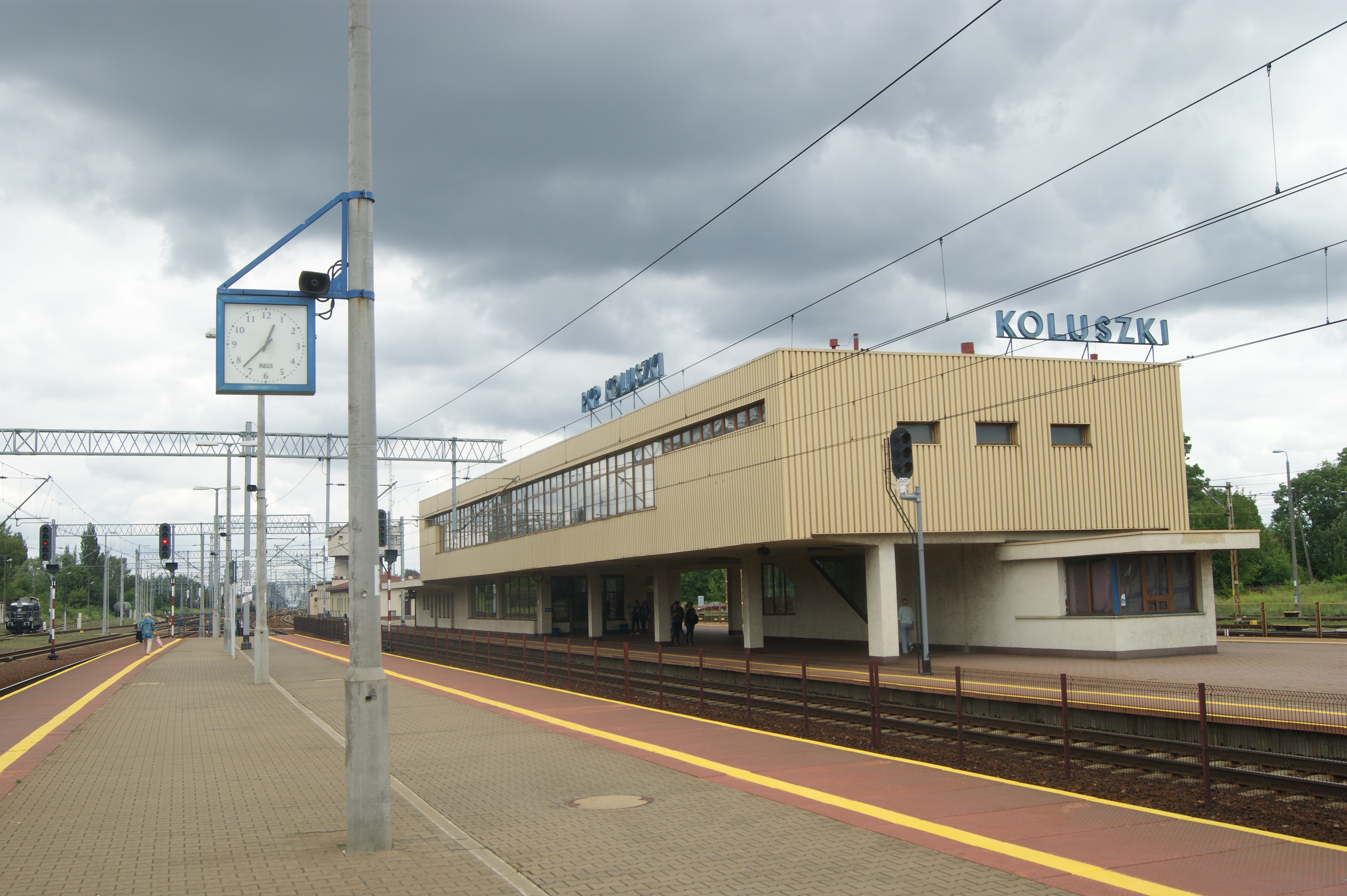
Bahnhof Koluszki

Die Woiwodschaftsstraße DW715 führt von Brzeziny nach Ujazd. Im neun Kilometer entfernten Brzeziny besteht Anschluss an die Landesstraße DK72 von Rawa Mazowiecka nach Łódź, Turek und Konin. Die abzweigende DW716 führt von Koluszki über Rokiciny nach Piotrków Trybunalski (Petrikau).
Der Ort Koluszki ist ein wichtiger Bahnknotenpunkt, das Flügelrad ist auch Teil des Wappens von Stadt und Gemeinde. Der Fernverkehrsbahnhof Koluszki liegt an der Bahnstrecke Warszawa–Katowice (Streckennummer 1 der PKP) und an der Verbindung Warszawa–Łódź (Endpunkt der Bahnstrecke Łódź–Koluszki). Im Süden der Gemeinde kreuzt die Bahnstrecke Łódź–Dębica mit einem weiteren Bahnhof in Słotwiny. Ein Haltepunkt bestand in Żakowice. Zudem bestehen und bestanden Anschlussgleise für Industrie und Militär.
Der nächste internationale Flughafen ist Łódź.